# Chris Smither
Chris Smither, nome d'arte di  William Christopher Smither  (Miami, 11 novembre 1944), è un cantautore e musicista statunitense.

## Biografia
Il padre era un professore universitario presso l'università Tulane, pertanto Smiter è cresciuto a New Orleans. Il suo stile è stato fortemente influenzato dalla musica ascoltata dai suoi genitori, ossia Josh White, Susan Reed e Burl Ives. Si avvicina alla musica blues quando, all'età di diciassette anni, ascolta l'album Blues in the Bottle di Lightnin' Hopkins. Decide, pertanto, di trasferirsi a Boston, dove inizia la sua attività artistica nel 1966 e, quattro anni, dopo incide il suo primo album. Smither ha suonato nei festival musicali del Canada, dell'Europa, oltre che del suo paese natio.

## Discografia

### Album
- 1970 – I'm a Stranger Too!
- 1971 – Don't It Drag On
- 1984 – It Ain't Easy
- 1991 – Another Way to Find You
- 1993 – Happier Blue
- 1995 – Up on the Lowdown
- 1997 – Small Revelations
- 1999 – Drive You Home Again
- 2000 – Live as I'll Ever Be
- 2003 – Train Home
- 2005 – Honeysuckle Dog (registrato nel 1973)
- 2006 – Leave the Light On
- 2009 – Time Stands Still
- 2011 – Lost and Found
- 2012 – Hundred Dollar Valentine
- 2014 – Still on the Levee
- 2018 – Call Me Lucky
- 2020 – More From The Levee